# Hippocampus pontohi
Hippocampus pontohi è un piccolo pesce marino appartenente alla famiglia Syngnathidae.

## Distribuzione e habitat
Questa specie è diffusa nel Sudest asiatico, in Indonesia, dove abita coste e fondali rocciosi colonizzate dalle alghe coralline  Aglaephenia cupressina e del genere Halimeda, sulle quali vive.

## Descrizione
Presentano le medesime caratteristiche fisiche del genere Hippocampus ma con un corpo più tozzo, muso corto e forme meno plasmate. 
Sono presenti tubercoli su coda e zona dorsale. Sulla testa e sul dorso appaiono sottili filamenti rosso vivo. La pinna dorsale è quasi assente.
La livrea ha colore giallo biancastro su testa e ventre, giallo con sfumature rosso vivo su testa e dorso, con screziature ocra e rosso. 

Le dimensioni sono minute: raggiunge una lunghezza massima di 1,7 cm.

## Riproduzione
La riproduzione è tipica del genere: la femmina depone le uova fecondate in una speciale sacca incubatrice nel ventre del maschio. Alla schiusa, il maschio espelle gli avannotti con delle contrazioni addominali simili al parto femminile. Non vi sono cure parentali.

## Scoperta
Scoperta e classificata di recente (2008), due degli olotipi catturati e studiati dai biologi erano maschi gravidi, che hanno partorito 11 piccoli ciascuno.

## Pesca
Sono a volte pescati ed utilizzati come nutrimento per le popolazioni umane dei luoghi d'origine.